# Östra Ramlösa
Östra Ramlösa är en småort i Helsingborgs kommun. Orten ligger ungefär en halv kilometer öster om centralorten Helsingborgs bebyggelsegräns, på motsatt sida Österleden. En bit nordväst om orten ligger Långeberga industriområde i anknytning till E6:an. Helsingborgs stad planerade under 00-talet en stor utbyggnad av området kring orten från och med 2010. Totalt skulle ett 200 hektar stort område successivt bebyggas med mellan 1500 och 2000 bostäder. Detta skulle innebära en inkorporering av Östra Ramlösa i Helsingborgs tätort. Ännu år 2015 hade dock ingen utbyggnad genomförts.

## Uttal, etymologi och historia
Den historiska byn Östra Ramlösa låg öster om den nuvarande småorten, omkring Gamla Gustavslundsvägen i södra delen av nuvarande Långeberga industriområde. Ett fåtal bostadshus finns fortfarande på den gamla byns plats.

## Utbyggnadsplaner
Planer på att bygga ut området öster om Österleden, främst för fribyggartomter, i anknytning till Östra Ramlösa har funnits länge. Redan i början av 2000-talet var en planprocess innefattande 400 bostäder, en golfbana och pågatågsstation igång för området, men denna rann ut i sanden. Det stora behovet för fribyggartomter i Helsingborg har dock gjort att försöken att bygga ut området fortsatt och ännu en planprocess sattes 2008 igång av Helsingborgs stadsbyggnadsförvaltning. Området har i den nya planen växt och omfattar ett 200 hektar stort område öster om Österleden mellan Skånebanan i söder, Fältarpsvägen i norr och Långebergavägen i öster. Golfbanan är inte längre aktuell och man talar nu om mer än 1500 bostäder fördelat på både radhus, kedjehus, friliggande villor och vissa flerbostadshus. Tre inbjudna arkitektkontor har arbetat med ett övergripande program för området. En eventuell järnvägsstation vid Skånebanan diskuteras fortfarande.
2020 framkom det att Östra Ramlösa utgör plats för ett alternativ till att lösa stadens segdragna problem kring sjukhuset.